# تازه‌به‌دوران‌رسیده

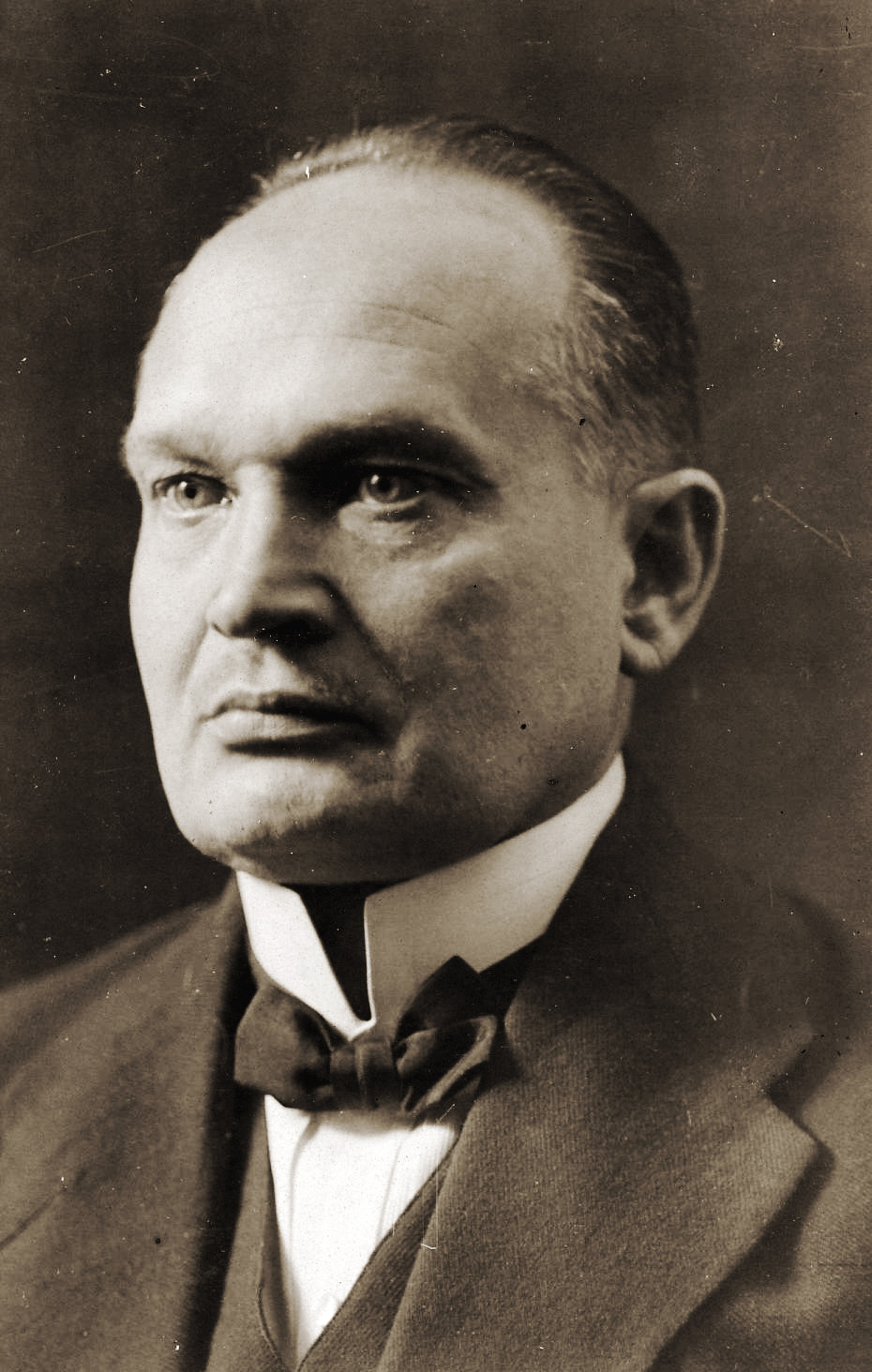
کنستانتین پته

تازه‌به‌دوران‌رسیده یا نوکیسه به فردی گفته می‌شود که بدون پشتوانهٔ صحیح یا زحمتِ متناسب با نتیجه، به مال یا مقامی برسد. به دیگر سخن، به فردی گفته می‌شود که به‌تازگی واردِ یک طبقهٔ اقتصادی یا اجتماعی می‌شود یا شخصی از طبقهٔ اقتصادی یا اجتماعیِ پایین که به صورت ناگهانی سرمایه‌دار یا قدرتمند می‌گردد.
این صفت برای افرادی به‌کار می‌رود که به خاطر وقوع برخی نابه‌سامانی‌های اقتصادی یا فرهنگی، با استفاده از رانت‌های دولتی یا روابط ناسالم مافیاگونه به ثروتی گزاف و بدون پشتوانه دست می‌یابند.

## ابعاد مختلف نوکیسگی
به‌طور کلی نوکیسگی پیامد نابسامانی اقتصادی، فرهنگی و اجتماعی است. شاید بتوان گفت مهم‌ترین عامل در بروز نوکیسگی، اختلال منزلتی یا سرمایه‌ای است. بر خلاف بعضی تعاریف جامعه‌شناسی، که طبقات بر اساس ثروت و دارایی به بالا، پایین و متوسط دسته‌بندی می‌کنند، در نظریات جدید جامعه‌شناسی مانند نظریه بوردیو علاوه بر سرمایه مالی (ثروت و دارایی)، سرمایه فرهنگی (تحصیلات و امتیازات علمی)، سرمایه اجتماعی (روابط) و سرمایه نمادین (آبرو و حیثیت) نیز مبنای تعریف از طبقه قرار می‌گیرد. بر این اساس اختلال منزلتی به این معناست که یک گروه فقیر در جامعه تحت شرایط خاص، به سرمایه مالی بالایی دست می‌یابد در حالی که سرمایه فرهنگی یا اجتماعی ندارد.
از دید ورستن وبلن پیامد ظهور نوکیسگان در جامعه مصرف تظاهری است و از آنجا که این افراد در موقعیتی قرار گرفته‌اند که شایستهٔ آن نیستند؛ بنابراین از نمادهای رفتاری و فرهنگی آن موقعیت به صورت ظاهری استفاده می‌کنند.

## پیامدهای منفی
گاه تحت شرایطی نوکیسگان به گروه مرجع، یعنی گروهی که افراد، خود را با آن مقایسه و با استانداردهای آن‌ها ارزیابی می‌کنند تبدیل می‌شوند.
تبدیل شدن نوکیسگان به گروه مرجع می‌تواند موجب بازتولید نابسامانی فرهنگی، اقتصادی و اجتماعی جدید شود و تازه به دوران رسیده‌های علمی و فرهنگی نو ایجاد کند

## جنجال رسانه‌ای
در شبکه‌های اجتماعی نظیر اینستاگرام یا فیس بوک صفحاتی با عنوان بچه پولدارها ساخته می‌شود، که صفحه بچه پولدارهای دوبی، بچه پولدارهای ترکیه و … از شمار معروف‌ترین آن‌ها است. یکی از معروف‌ترین صفحات اینستاگرام و فیس بوک، صفحه بچه پولدارهای تهران با حدود ۱۱۸ هزار دنبال‌کننده است. صفحاتی که افرادی عکس‌های آپارتمان، ویلا، ساعت، ماشین و دارایی‌هاشان را منتشر می‌کنند.
هرچند گردانندگان صفحه بچه پولدارهای تهران، هدف خود را تغییر نگاه نسبت به ایران عنوان کرده‌اند اما روزنامه تایمز در گزارشی از صفحه بچه پولدارهای تهران از آن‌ها به عنوان نوکیسه یاد کرده‌است.

## سابقهٔ کلمه
کلمهٔ نوکیسه سابقه‌ای بسیار طولانی در متون نثر و نظم فارسی دارد:
ز نوکیسه مکن هرگز درم وام/ که رسوایی و جنگ آرَد سرانجام

(ناصرخسرو)
با مردم کم‌چیز و نوکیسه و… معامله مکن. (قابوس‌نامه)
نقد عمر تو برد، خاقانی/ دهرِ نوکیسهٔ کهن‌بازار

(خاقانی)